# Лишаване от свещенически сан
Лишаване от свещенически сан, също като лишаване от духовен сан, е премахване, отнемане на правата за изпълняване на свещеническа длъжност. Лишеният от свещенически сан свещеник е аргосан (от гръцки: аргос) – остаряла употреба . Това може да се дължи на криминални обвинения, дисциплинарни мерки или несъответствия с доктрина и догма. В някои случаи това може да стане доброволно, по собствено желание, макар това освобождаване от длъжност да има по-различен смисъл от лишаването от свещенически сан. Все пак при различните Християнски деноминации има различия между процедурите. Докато в Католическата църква съществува разлика между временна суспензия от изпълнение на определени свързани с църковната служба задължения, която се отменя при покаяние, и трайно лишаване от свещенически сан, като наказателна форма (ad poenam), в Православното Християнство съществува само формата за лишаване от сан този вид наказание се налага от управляващото духовенство за извършени трансгресии, като според каноничната процедура духовникът трябва да бъде виновен за някое от следните: нарушаване на сакралната клетва, непокаяна ерес, нарушаване на каноничния закон или църковна дисциплина.